# X14

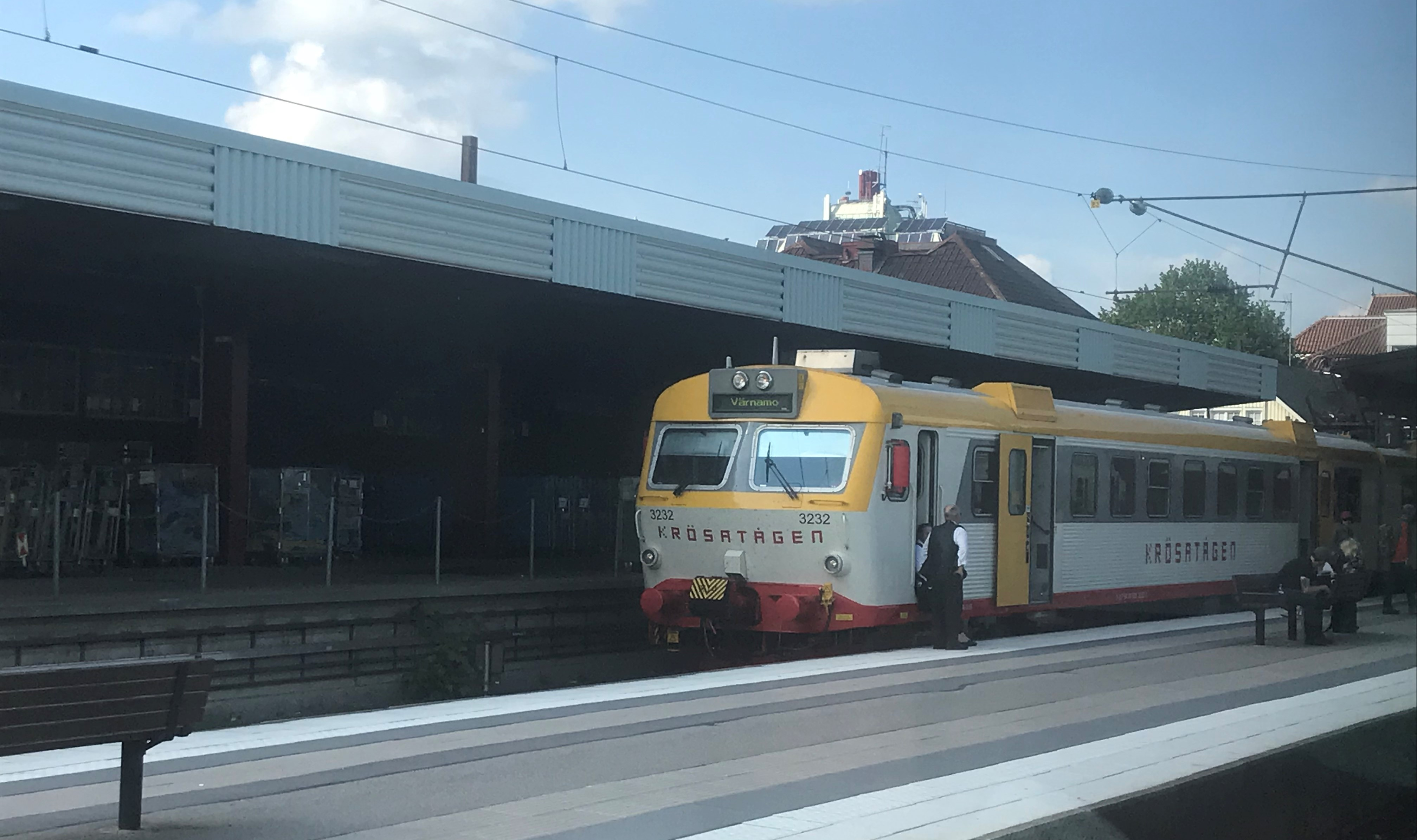
Krösatåg:s X14 3232 vid Alvesta station

X14 är ett eldrivet normalspårigt motorvagnståg som används i Sverige. 
X14-tågsätten är tvådelade. De tillverkades 1994–1995 av ABB. X14 är en vidareutveckling av den decenniet äldre X10. X14 har 2+3 säten i bredd precis som X10 och vissa X11. Från början fanns det 18 tågsätt med fyra olika färgsättningar men 2000 och 2009 tillkom ytterligare två, som då byggts om från X12. 
X14 går som lokaltåg hos Krösatågen samt som lokal- och regionaltåg hos Västtrafik på Bohusbanan, Kust till kust-banan, Viskadalsbanan, Norge/Vänerbanan och Älvsborgsbanan.  Fram till juni 2010 gick X14 också som Vättertåg, ett samarbete mellan Västtrafik och Jönköpings Länstrafik. Även Östgötatrafiken och Tåg i Bergslagen har använt X14 i sin pendeltågstrafik. 
År 2015 sålde dock Östgötatrafiken sina 11 X14 och ersatte dessa med X61 för att få en enhetlig tågpark. Leasingbolaget Transitio köpte då samtliga för att hyra ut dessa till behövande länstrafikbolag. 

## Vagnar
- Västtrafik: 3190, 3223-3229, 3235, 3238, 3240 och 3241. (12 st)

- Krösatågen: 3230, 3232, 3233, 3236, 3237 och 3239. (6 st)

- 3190 och 3223 är ombyggda från X12 och ägs nu av Transitio som i sin tur hyr ut dessa till Västtrafik (Västtågen).

### Avställda enheter
3190, 3223 och 3235.

### Slopade enheter
3231 och 3234. (Reservdelsförråd)